# مارتین ویرسترا
مارتین ویرسترا (هلندی: Martin Wierstra؛ ۲۹ مه ۱۹۲۸ – ۲۳ اکتبر ۱۹۸۵) دوچرخه‌سوار اهل هلند بود.
وی در مسابقات کشوری و بین‌المللی در مجموع برندهٔ ۱ مدال نقره شده‌است.